# Simulium nigrogilvum
Simulium nigrogilvum es una especie de insecto del género Simulium, familia Simuliidae, orden Diptera.
Fue descrita científicamente por Summers, 1911.